# Pilosella leptadeniiformis
Pilosella leptadeniiformis là một loài thực vật có hoa trong họ Cúc. Loài này được (Üksip) Sennikov miêu tả khoa học đầu tiên.